# Ahmet Taşyürek
Ahmet Taşyürek (* 6. Juli 1972 in Antakya) ist ein ehemaliger türkischer Fußballspieler und derzeitiger -trainer.

## Spielerkarriere
Taşyürek begann seine Profikarriere im Sommer 1994 mit Hatay Polisgücü bei einem Drittligisten seiner Heimatprovinz Hatay. Hier eroberte er schnell einen Stammplatz und beendete die Saison mit 25 Ligaeinsätzen. Sein erfolgreicher Einstand bei Plisgücü führte dazu, dass er bereits nach einer Saison von Hatayspor, dem erfolgreichsten Verein seiner Heimatstadt, verpflichtet wurde. Hier etablierte er sich im Laufe von zwei Spielzeiten erst als Ergänzungsspieler und anschließend zum als Stammspieler. Ab 1999 verlor aber diese Stellung innerhalb der Mannschaft und absolvierte in den Spielzeiten 1999/00 und 2000/01 nur sporadische Einsätze. So verließ er im Sommer 2001 Hatayspor Richtung Erzrivale İskenderunspor. Hier spielte er eine Saison lang und kehrte bereits nach einem Jahr zu Hatayspor zurück. Im Sommer 2003 verließ er Hatayspor erneut und blieb anschließend die Saison 2003/04 vereinslos.
Im Sommer 2004 heuerte er beim Viertligisten Hatay Köy Hizmetleri SK an und spielte hier eine Saison. Obwohl er einen Vertrag bis zum Sommer 206 besaß, löste er im November 2005 in gegenseitigem Einvernehmen auf und beendete seine Karriere.

## Trainerkarriere
Taşyürek begann direkt im Abschluss an seine Spielerkarriere seine Trainerkarriere damit, dass er seinen letzten Verein als Spieler, Antalyaspor, als Cheftrainer zu betreuen begann. Dieser Verein hatte sich mit Taşyüreks Amtsantritt von Hatay Köy Hizmetleri SK in Antalyaspor umbenannt.
Nach zwei Jahren bei diesem Klub wechselte er mit Kırıkhanspor zu einem anderen Verein seiner Heimatprovinz Hatay. Diesen Verein betreute er etwa eine Saison lang und nahm im Sommer 2008 den Co-Trainerposten bei Hatayspor, bei dem sechs Spielzeiten als Spieler aktiv gewesen war, an. Hier assistierte er seinem ehemaligen Teamkollegen und der Vereinslegende Mehmet Kakil. Nachdem Taşyürek sich drei Monate in diesem Amt befunden hatte, verließ er im November 2008 Hatayspor und nahm seine vorherige Tätigkeit als Cheftrainer von Kırıkhanspor wieder auf. Mit Kırıkhanspor qualifizierte sich Taşyürek am Ende der Spielzeit 2008/09 für die Playoffphase der Amatör Küme, der damals höchsten Spielklasse im türkischen Amateurfußball. In dieser Playoffphase in Akçaabat wurden die letzten Aufsteiger für die TFF 3. Lig, der vierthöchsten türkischen Profiliga, ausgespielt. Hier setzte sich seine Mannschaft im Finale mit 5:3 nach Elfmeterschießen gegen Kayseri Pansu Şekerspor durch und nahm nach fünfzehnjähriger Abstinenz wieder am Profifußball teil. Taşyürek trainierte nach diesem Erfolg drei weitere Spielzeiten Kırıkhanspor. In seiner ersten Viertligasaison spielte sein Team lange Zeit um den Aufstieg mit, verfehlte diesen aber in den letzten Spieltagen und anschließend auch in der Play-off-Phase.
Im Juli 2013 wurde Taşyürek beim Drittligisten Hatayspor als Cheftrainer eingestellt. Mit diesem Verein spielte er in den nächsten drei Spielzeiten über den Großteil der Saisons um die Meisterschaft bzw. um den Aufstieg in die TFF 1. Lig mit. Obwohl seine Mannschaft teilweise über Wochen die Tabellen anführte, qualifizierte sie sich zum Ende der Ligaphase der TFF 2. Lig nur für die nachfolgenden Play-offs und verpasste jedes Mal direkten Aufstieg. In der im K.-o.-System durchgeführten Play-off-Phase wurde zwei Mal in Folge das Finale erreicht und im Finale die letzte Aufstiegsmöglichkeit nicht genutzt. Nachdem Taşyürek drei Mal in Folge den Aufstieg mit Hatayspor verfehlt hatte, wurde sein zum Sommer 2015 auslaufender Vertrag nicht weiter verlängert.
Zur Saison 2015/16 übernahm er den Istanbuler Drittligisten Ümraniyespor. Auch mit diesem Verein spielte Taşyürek sofort um die Meisterschaft der TFF 2. Lig mit. Bereits zu Saisonbeginn liefert sich seine Mannschaft mit dem Stadtrivalen İstanbulspor ein Kopf-an-Kopf-Rennen um die Meisterschaft. Nachdem Taşyüreks Team in der Hinrunde drei Mal İstanbulspor als Tabellenführer ablösen konnte, vergab sie die Herbstmeisterschaft an den Konkurrenten. In der Rückrunde verdrängte Ümraniyespor nach dem 23. Spieltag İstanbulspor erneut von der Tabellenführung, baute seinen souverän aus und sicherte sich am 32. Spieltag, zwei Spieltage vor Saisonende, durch ein 3:0-Auswärtssieg gegen den direkten Konkurrenten İstanbulspor die Drittligameisterschaft der Gruppe Rot und damit den Aufstieg in die TFF 1. Lig. Nachdem Taşyürek dem Verein zu seinem ersten Aufstieg und damit der ersten Teilnahme an der 2. türkischen Liga geführt hatte, wurde sein Vertrag um eine weitere Spielzeit verlängert.
Im Oktober 2016 wurde er bei Ümraniyespor durch Erkan Sözeri ersetzt. Er wiederum übernahm Ende November 2016 mit Pendikspor einen anderen Istanbuler Drittligisten.

## Erfolge
Kırıkhanspor
- Meister der Bölgesel Amatör Lig und Aufstieg in die TFF 3. Lig: 2008/09

Ümraniyespor
- Meister der TFF 2. Lig und Aufstieg in die TFF 1. Lig: 2016/17